# یواس‌اس مروین (دی‌دی-۴۸۹)
یواس‌اس مروین (دی‌دی-۴۸۹) (به انگلیسی: USS Mervine (DD-489)) یک کشتی بود که طول آن ۳۴۸ فوت ۴ اینچ (۱۰۶٫۱۷ متر) بود. این کشتی در سال ۱۹۴۲ ساخته شد.